# Goldgelb (Festival)
Das Goldgelb-Festival, eigene Schreibweise GOLDGELB, ist ein fünftägiges Open-Air-Musik- und Familienfestival in Aichwald (Landkreis Esslingen, Baden-Württemberg). Ausrichter ist der Kulturverein Krummhardt, der das Fest alle zwei Jahre veranstaltet. Erstmals fand Goldgelb 2003 statt.
Das Fest findet in einem Sonnenblumenfeld statt. Die höchste Zahl an Besuchern hatte es bislang im Jahr 2011 mit rund 32.000 Besuchern.
Seit 2022 kostet das Festival 10 €/Tag Eintritt (Stand August 2022). Es wird ausschließlich von ehrenamtlichen Helfern organisiert und durchgeführt, finanzierte sich bisher aus dem Erlös aus dem Verkauf von Speisen und Getränken sowie von wenigen Sponsoren.

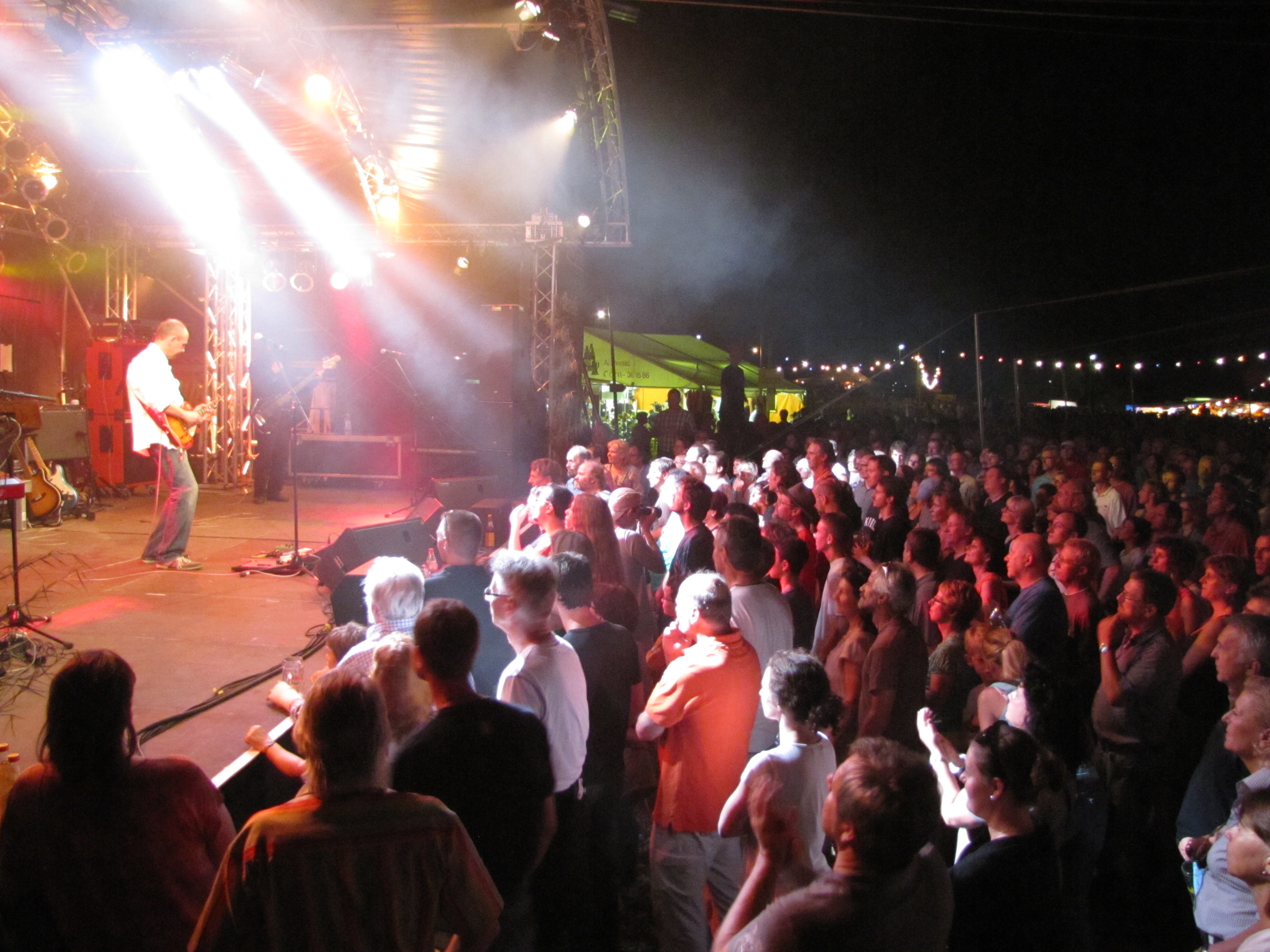
Die Dire Straits-Tribute-Band Brothers in Arms live bei Goldgelb 2011

## Veranstaltungsort
Das Festival findet auf einem rund zwei Hektar großen Acker am Fuße des Krummhardter Wasserturms nahe dem Aichwalder Ortsteil Krummhardt statt. Das Gelände wurde 2003 von einem Architekten, der Mitglied im Verein ist, planerisch angelegt und seitdem weiter verfeinert. Für das Festival wird der Acker dann eigens im Frühjahr mit Sonnenblumen eingesät. Flächen für Wege, Konzertgelände, Essens- & Getränkestände sowie verschiedene Nischen (zwei Weinlauben, Sommerbar, Café etc.) werden dabei ausgespart. Rund um das Festivalgelände stehen zudem mehrere Äcker und Wiesen für kostenlose Parkmöglichkeiten zur Verfügung.

## Geschichte
Der Kulturverein Krummhardt wurde 1999 von einigen Bewohnern gegründet. Eines der Gründungsmitglieder brachte Anfang des dritten Jahrtausends die Idee zu Goldgelb aus einem Österreich-Urlaub mit. In Kärnten hatte er an einem Fest, einer Art mehrwöchiger Hocketse, auf einem Acker teilgenommen. Die Österreicher nannten das „Ackern“. Aus dieser Idee heraus entstand 2003 Goldgelb. Mittlerweile zählt der Kulturverein über 500 Mitglieder (Stand August 2023); Vorstand ist Jürgen Zeiträg.

### 2003
Vom 14. bis 18. August 2003 fand das erste Goldgelb Festival statt. Bereits am ersten Abend besuchten gut 1500 Menschen das Open Air; insgesamt waren es 9000. Es spielten an den fünf Tagen fünf Bands: Kabelsalat (Oldies; bis 2009 die „Hausband“ des Kulturvereins, weil drei Bandmitglieder gleichzeitig Mitglied im Verein waren), Le Clou (Cajun-Musik), Wild Country (Country), Dixi Busters (Dixie-Jazz) und die Street Doctors (Blues & Boogie). Am Sonntagmorgen fand ein Gottesdienst im Freien statt. Diese Tradition wurde bis heute beibehalten.

### 2005
Vom 11. bis zum 15. August 2005 fand die zweite Auflage des Sonnenblumen-Festivals statt. Insgesamt zählte der Veranstalter gut 12.000 Besucher. Es spielten sieben Bands: Kabelsalat, Dixie Wheels (Country), Caledonix (Scottish Folk), Irish Steirish (Irish-Steirischer-Folk), Dixie Busters, The Union (Gospel & Soul) sowie Hiss (Polka & Roll).

### 2007
Die dritte Auflage des Goldgelb-Festivals stieg vom 9. bis zum 13. August 2007. Trotz der teilweise sehr schlechten Wetter- und Geländeverhältnisse verzeichneten die Veranstalter mit rund 17.000 Gästen einen neuen Besucherrekord. Es traten 13 Bands auf: Kabelsalat, Acoustic Groove (unplugged Coversongs), Zdydeco Playboys (Zydeco & Cajun), Ludwig Seuss Band (Blues & Zydeco), Tea Crackers (unplugged Coversongs), G.o.N (Rock & Folk), Flippmanns (Partyrock), Dixie Busters, Pepper & Salt (A-cappella), Ipanema Beach Hotel (Bossa Nova), Chain of Fools (Blues & Soul), Street Doctors sowie Dr. Mablues and the Detail Horns (Blues & Soul). Erstmals spielten einige dieser Bands auf einer zusätzlichen, kleineren Unplugged-Bühne.

### 2009
Vom 6. bis zum 10. August 2009 fand das vierte Goldgelb statt. Die Unplugged-Bühne wurde wieder verworfen, dafür gab es erstmals eine große professionelle Bühne. Dort traten neun Bands auf: Kabelsalat (die Band löste sich danach auf), Triple Espresso (Gangster-Swing), Natural Force Band (Funk & Soul), Simple-Union aus München (Country-Western), MayQueen aus Köln (Queen-Tribute-Band), September (Latin-Jazz), Opportunity (unplugged Coversongs), Mark Gillespie Band aus Gießen (Rock & Pop) und The 2nd-Crash (Rock-Coversongs). Insgesamt kamen gut 21.000 Gäste. 450 ehrenamtliche Helfer waren im Einsatz.

### 2011
Bei besten äußeren Bedingungen – fünf Tage lang strahlender Sonnenschein und hochsommerlichen Temperaturen samt lauen Sommernächten – fand das fünfte Goldgelb (18. bis 22. August 2011) statt. Mit gut 32.000 Gästen verzeichneten die Veranstalter einen nicht für möglich geglaubten neuen Besucherrekord, eine Steigerung gegenüber dem bisherigen Rekordjahr 2009 um weitere 50 Prozent. Goldgelb hat sich damit endgültig als eines der größten Musikfestivals in der Region Stuttgart etabliert. 520 ehrenamtliche Helfer waren im Einsatz, um den Ansturm der Gäste zu bewältigen. Am Samstagabend musste das Festivalgelände für eine Stunde wegen Überfüllung geschlossen werden. Auf der noch einmal vergrößerten, zehn Meter breiten Bühne traten insgesamt 10 Bands auf: Ernest & the Hemingways (Rock, Soul & Funk), Tanglefoot (Irish Folk), Cripple Creek Band aus Nürnberg (Country-Rock), Michael Antony Band aus England (Brit-Pop), Tim Beam & the Dead Flowers aus Freiburg (Rock & Roll), ES-music-fans (Jazz), Vivid Curls aus Kempten (Mundart-Pop), 80s ALIVE aus Schwäbisch Hall (Eighties Coverband), Get the Cat aus Köln (Blues) sowie Brothers in Arms (Dire Straits Tribute Band).

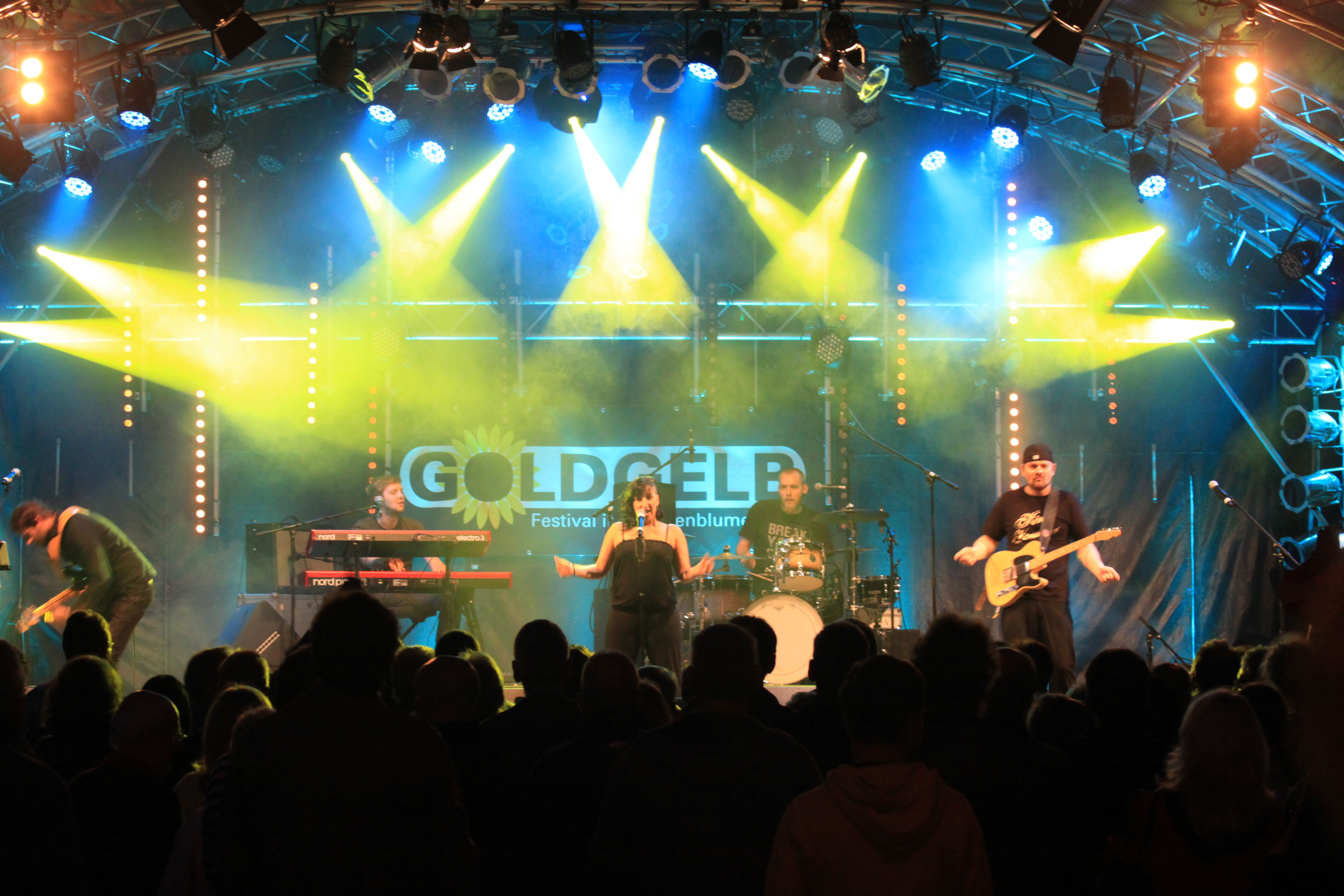
Jessy Martens & Band live beim Goldgelb-Festival 2013

### 2013
Das Goldgelb-Festival hatte 2013 Besucher aus Niedersachsen, Berlin und Bayern genauso wie aus Österreich, der Schweiz und Holland. Die sechste Auflage fand vom 15. bis 19. August 2013 statt. Wie zwei Jahre zuvor hatte der Veranstalter Glück mit dem Wetter: es regnete nur an den beiden letzten Veranstaltungstagen. Mit annähernd 30.000 Gästen wurden die Organisatoren trotzdem ein weiteres Mal für ihre ausschließlich ehrenamtliche Arbeit belohnt. 600 Helfer waren im Einsatz, um die Gäste rundum zufrieden zu stellen. Zwei größere Veränderungen gab es gegenüber 2011: Das innere Gelände wurde noch einmal vergrößert, und der Jazz-Frühschoppen am Sonntagmorgen entfiel ersatzlos, zugunsten eines späteren Beginns des Gottesdienstes im Freien. Neun Bands traten insgesamt auf: The Barons aus Hessen (Beatles Tribute Band), Irish Stew (Irish Folk), The Twang (Countryfication), Anica Abeyé (Soul-Pop), Agua Loca aus Stuttgart (Latin, Reggae), Gitze & Band (Wolle Kriwanek Tribute), Sugar Sound aus Süd-Italien (Zucchero Tribute Band), Playground aus Heidelberg (Funk-Rock) sowie Jessy Martens & Band aus Hamburg (Blues-Rock).

### 2015
Das Festival fand vom 20. – 24. August 2015.

### 2017
Das Festival fand vom 17. – 21. August 2017 statt.

### 2019
Das Festival fand vom 15. – 19. August 2019 statt.

### 2022
Vom 18. – 22. August 2022 traten folgende Bands auf: Guacáyo (Indie-Pop), Claudia Cane (Rock und Pop), Birds of a Feather (Folk Pop), I Dolci Signori (Italopop), KJ Dallaway and Friends (Soul, Pop, Reggae und Calypso), Paddy Murphy (Irish Folk Rock), Funcoustic (unplugged Groove), RasgaRasga (Global Pop), Tune Circus (Alternative Rock), Kontrollverlust (Cover Rock).